# Illusion (film, 1952)
Pour les articles homonymes, voir Illusion (homonymie).
Pour plus de détails, voir Fiche technique et Distribution.
Illusion (Illusion in Moll) est un film allemand réalisé par Rudolf Jugert sorti en 1952.

## Synopsis
Pendant longtemps, la propriétaire de l'hôtel, Maria Alsbacher, fut uni à un mari beaucoup plus vieux et malade. Sa mort est une sorte de libération pour elle et Marie est ouverte à un nouveau bonheur. C'est ce qu'elle croit avoir trouvé chez Monsieur Gidou, le chef d'orchestre et chanteur dans son établissement. Mais cette relation aliène Maria avec ses deux enfants Paul et Dorothy. Surtout son fils ne peut pas accepter que sa mère veuille épouser cet homme dans un avenir proche. Gidou est considéré comme un aigrefin, qui veut seulement l'argent de Maria. L'amie d'enfance de Paul, Lydia Bauer, gravement malade depuis quelque temps, lui témoigne son amour et sa loyauté inébranlable, dans laquelle elle met sa réputation en jeu et s'engage avec le chef d'orchestre avec toute la force physique pour ouvrir les yeux de Maria.
Maria veut se faire une idée claire en le prenant sur le fait lors d'un rendez-vous intime. En fait, ce plan réussit et Gidou est pris. Paul sait maintenant ce que dit son amie d'enfance. Maria, cependant, se rend compte tard, mais pas trop tard et revient vers ses enfants. Maria renonce finalement à une illusion de plus en plus pauvre et solitaire, tandis que le fils Paul rend les dernières semaines de vie de Lydia aussi agréable que possible.

## Fiche technique
- Titre français : Illusion[1]
- Titre original : Illusion in Moll
- Réalisation : Rudolf Jugert assisté de Gerda Corbett et de Rainer Erler (de)
- Scénario : Fritz Rotter (de)
- Musique : Friedrich Meyer (de)
- Direction artistique : Ludwig Reiber
- Costumes : Charlotte Flemming, Fred Adlmüller
- Photographie : Václav Vích
- Son : Walter Rühland
- Montage : Claus von Boro (de)
- Production : Erich Pommer
- Sociétés de production : Bavaria Film, Internationale Filmgesellschaft
- Société de distribution : Allianz-Film
- Pays de production :  Allemagne de l'Ouest
- Langue : allemand
- Format : Noir et blanc - 1,37:1 - Mono - 35 mm
- Genre : Film dramatique
- Durée : 90 minutes
- Dates de sortie :
  - Allemagne de l'Ouest : 18 décembre 1952.
  - Autriche : 18 janvier 1953.
  - France : Avant 1956[1].

## Distribution
- Sybille Schmitz : Maria Alsbacher
- Hardy Krüger : Paul Alsbacher
- Hildegard Knef : Lydia Bauer
- Maurice Teynac : Monsieur Gidou
- Nadja Tiller: Vera
- Albrecht Schoenhals (de) : Werner Alsbacher
- Lina Carstens : Bertha
- Herbert Hübner : Dr. Bauer
- Walter Janssen : Friedrich
- Gaby Fehling : Dorothy Alsbacher
- Anneliese Born : Mme Bauer
- Siegfried Breuer jr. : Kurt
- Lys Assia : La chanteuse
- Robert Graf : Franz